# 川南杜鹃
川南杜鹃（学名：Rhododendron sparsifolium）为杜鹃花科杜鹃花属下的一个种。

## 扩展阅读
- 維基物種上的相關：川南杜鹃